# Conca del Carib

Països de la conca del Carib.

La conca del Carib és l'àrea geogràfica que va des de l'illa de Cuba fins a l'oest, estenent-se cap al sud pel litoral caribenc mexicà de la península de Yucatán, continuantper les costes caribenques d'Amèrica Central, i continua cap a l'est a través del litoral nord f'Amèrica del Sud, específicament per Veneçuela i la Regió Carib de Colòmbia. Està delimitada a l'est er l'arc de l'arxipèlag de les Antilles. S'hi acostuma aincloure-hi Bermudes i Bahames malgrat que es troben a l'Oceà Atlàntic oest-central, fora de la conca. Així mateix s'acostuma a incloure El Salvador com un país de la conca del Carib.
En el context geopolític, el terme Conca del Carib o Gran Carib també ha estat utilitzat per agrupar al grup de països en desenvolupament que tenen litoral en el mar Carib, i inclou Mèxic, els set països d'Amèrica Central (incloent El Salvador), Colòmbia, Veneçuela i tots els països insulars de les Antilles.
En el context específic de la Guerra Freda, l'aleshores president Ronald Reagan encunyà el terme per definir la regió beneficiada pel programa econòmic de la Iniciativa de la Conca del Carib (ICC), aprovat com llei dels Estats Units el 1983. En quedaren exclosos Cuba i Nicaragua.
L'Associació d'Estats del Carib, creada el 1994, inclou també a Antigua i Barbuda, Guiana i Surinam.
A més en la conca del Carib, hi ha territoris o dependències d'altres estats:
- Puerto Rico i Illes Verges dels Estats Units, dependents dels Estats Units;

- Guadalupe —illes de Basse-Terre, La Desirade, Grande-Terre, Petite Terre, Les Saintes i Marie-Galante—, Martinica, Sant Martí i illa de Sant Bartomeu, dependents de França;

- Antilles Neerlandeses, dependents dels Països Baixos

- Anguila, Bermudes, illes Verges Britàniques, illes Caiman, illes Turcs i Caicos i Montserrat, dependents del Regne Unit;

- Estat Nueva Esparta —illes de Margarita, Coche i Cubagua— i Dependències Federals Veneçolanes —arxipèlags de Los Monjes, Las Aves, Los Roques, Los Frailes, Los Testigos i lles Los Hermanos, Aves, La Sola, La Tortuga, La Orchila i La Blanquilla; que pertanyen a Veneçuela.

- Arxipèlag de San Andrés, Providencia i Santa Catalina —illes de San Andrés, Providencia, Serranilla, Bajo Nuevo o Illes Petrel— i Isla de Santa Catalina—, dependents de Colòmbia